# Mes Sungun FSC
Il Mes Sungun è una squadra iraniana di calcio a 5, fondata nel 2010 con sede a Varzaqan.

## Palmarès
- Campionato iraniano: 1

2017-18